# مسعود پورمحمد
مسعود پورمحمد (زادهٔ ۲۱ اسفند ۱۳۶۷ در آستانه اشرفیه )  بازیکن فوتبال اهل ایران است.
از باشگاه‌هایی که در آن بازی کرده‌است می‌توان به راهیان کرمانشاه، پیکان تهران، مهرکام پارس و ملوان بندر انزلی ، داماش گیلان  ، نفت مسجدسلیمان، آلومینیوم،سایپا، پاس همدان و شمس آذر قزوین اشاره کرد.